# Toxopidae
Toxopidae là một họ nhỏ của thứ bộ nhện Araneomorphae, được mô tả đầu tiên vào năm 1940. Trong nhiều năm nó đã bị xếp vào họ Desidae như một phân họ, mặc dù có nhiều tồn nghi vào độ chính xác của cách phân loại này. Một nghiên cứu phát sinh chủng loại phân tử quy mô lớn vào năm 2016 đã cung cấp những dữ kiện cần thiết, dẫn đến việc họ này một lần nữa được khôi phục.

## Các chi
Tính đến  tháng 4 năm 2019, World Spider Catalog ghi nhận các chi trong họ này bao gồm:
- Gasparia Marples, 1956 – New Zealand
- Gohia Dalmas, 1917 – New Zealand
- Hapona Forster, 1970 – New Zealand
- Hulua Forster & Wilton, 1973 – New Zealand
- Jamara Davies, 1995 – Australia
- Laestrygones Urquhart, 1894 – New Zealand, Australia
- Lamina Forster, 1970 – New Zealand
- Midgee Davies, 1995 – Australia
- Myro O. Pickard-Cambridge, 1876 – Australia, New Zealand
- Neomyro Forster & Wilton, 1973 – New Zealand
- Ommatauxesis Simon, 1903 – Australia
- Otagoa Forster, 1970 – New Zealand
- Toxops Hickman, 1940 – Australia
- Toxopsoides Forster & Wilton, 1973 – Australia, New Zealand